# Vilabella
Vilabella és un municipi situat a la part meridional de la comarca de l'Alt Camp, prop del riu Gaià. Dins del seu terme municipal hi ha els antics llocs de Pedrós i Cabeces actualment deshabitats.

## Geografia
- Llista de topònims de Vilabella (Orografia: muntanyes, serres, collades, indrets..; hidrografia: rius, fonts...; edificis: cases, masies, esglésies, etc).

## Història
Alguns historiadors creuen que el seu origen va ser una vil·la romana. El nom del seu amo anomenat Abellus hauria quedat en el topònim Vila Abellus, si bé està documentat al segle xi com Villam Abella. Un altre possible origen del nom, seria que provindria de l'existència d'un abellar.
Durant l'època àrab el territori va quedar pràcticament despoblat, ja que el riu Gaià va ser durant molt de temps una frontera natural entre les terres musulmanes i cristianes.
Va formar part de la Vegueria de Tarragona fins al 1716. Després va passar a formar part del Corregiment de Tarragona des del 1716 fins al 1833.

## Economia
El 1970 la seva renda anual mitjana per capita era de 46.378 pessetes (278,74 euros).
El 1983 el terme municipal de Vilabella comptava amb unes 68 explotacions agràries d'entre 0 i 5 hectàrees, unes 96 d'entre 5 i 50 hectàrees i 2 explotacions d'entre 50 i 200 hectàrees.

## Demografia
| 1497 f | 1515 f | 1553 f | 1717 | 1787  | 1857  | 1877  | 1887  | 1900  | 1910  |
| ------ | ------ | ------ | ---- | ----- | ----- | ----- | ----- | ----- | ----- |
| 24     | 29     | 31     | 337  | 1.506 | 1.341 | 1.284 | 1.430 | 1.258 | 1.298 |

| 1920  | 1930  | 1940 | 1950 | 1960 | 1970 | 1981 | 1990 | 1992 | 1994 |
| ----- | ----- | ---- | ---- | ---- | ---- | ---- | ---- | ---- | ---- |
| 1.108 | 1.038 | 995  | 918  | 807  | 836  | 825  | 830  | 857  | 857  |

| 1996 | 1998 | 2000 | 2002 | 2004 | 2006 | 2008 | 2010 | 2012 | 2014 |
| ---- | ---- | ---- | ---- | ---- | ---- | ---- | ---- | ---- | ---- |
| 814  | 818  | 788  | 793  | 782  | 787  | 808  | 824  | 829  | 805  |

| 2016 | 2018 | 2020 | 2022 | 2024 | 2026 | 2028 | 2030 | 2032 | 2034 |
| ---- | ---- | ---- | ---- | ---- | ---- | ---- | ---- | ---- | ---- |
| 760  | 746  | 729  | 711  | 723  | -    | -    | -    | -    | -    |

## Administració
| Període      | Nom de l'alcalde/-essa     | Partit polític | Data de possessió |
| ------------ | -------------------------- | -------------- | ----------------- |
| 1979 - 1983  | Francesc Armengol i Boada  | A.E.IND.       | 19/04/1979        |
| 1983 - 1987  | Francesc Armengol i Boada  | CiU            | 28/05/1983        |
| 1987 - 1991  | Francesc Armengol i Boada  | CiU            | 30/06/1987        |
| 1991 - 1995  | Francesc Armengol i Boada  | CiU            | 15/06/1991        |
| 1995 - 1999  | Joan Pié i Busquets        | CiU            | 17/06/1995        |
| 1999 - 2003  | Jesús Aubia i Boada        | ERC-AM         | 03/07/1999        |
| 2003 - 2007  | Jesús Aubia i Boada        | ERC-AM         | 14/06/2003        |
| 2007 - 2011  | Jesús Aubia i Boada        | ERC-AM         | 16/06/2007        |
| 2011 - 2015  | Joan Maria Sanahuja i Segú | CiU            | 11/06/2011        |
| 2015 - 2019  | Joan Maria Sanahuja i Segú | CiU            | 13/06/2015        |
| 2019 - 2023  | n/d                        | n/d            | 15/06/2019        |
| Des del 2023 | n/d                        | n/d            | 17/06/2023        |

| Eleccions municipals |      |      |      |      |      |      |      |      |      |      |      |
| Partit               | 1979 | 1983 | 1987 | 1991 | 1995 | 1999 | 2003 | 2007 | 2011 | 2015 | 2019 |
| CiU                  | 3    | 4    | 4    | 5    | 5    | 3    | 2    | 3    | 3    | 4    | -    |
| ERC-AM               |      | -    | -    | -    | -    | 4    | 5    | 4    | 3    | 0    | 2    |
| A. E. IND.           | 4    | -    | -    | -    | -    | -    | -    | -    | -    | -    | -    |
| Unió de Vilabella    | -    | 2    | 2    | 1    | 1    | -    | -    | -    | -    | -    | -    |
| PSC-PM               | -    | 1    | 1    | 1    | 1    | -    | -    | -    | 1    | -    | -    |
| EV-FIC               | -    | -    | -    | -    | -    | -    | -    | -    | -    | 3    | 1    |
| JxCat                | -    | -    | -    | -    | -    | -    | -    | -    | -    |      | 4    |
| Total                | 7    | 7    | 7    | 7    | 7    | 7    | 7    | 7    | 7    | 7    | 7    |

Fuent: MUNICAT, pàgina web Generalitat de Catalunya.

## Llocs d'interès
De l'antiga muralla, se'n conserva únicament un arc de mig punt que va pertànyer a la porta dedicada a Sant Pere.
Es conserva també un casalot d'estil renaixentista, antiga casa del castlà del poble, anomenat Cal Cristí i que conté al seu interior restes de l'antic castell en forma d'una escala de típic estil gòtic català. Està declarat bé cultural d'interès nacional
L'església està dedicada a Sant Pere i és d'estil neoclàssic.
- Museu de Villabella.[2]
- Ermita de Vilabella